# Nico van der Knaap
Nico van der Knaap (11 september 1964) is een Nederlands komiek en tekstschrijver.
Van der Knaap is na het afronden van diverse opleidingen (LTS, lagere en Middelbare detailhandelsschool, kleinkunstacademie) actief geworden bij de Comedytrain in 1996. Daarna is hij in het theater te zien met programma's als Op Eigen Risico, Stampede en gejongleerd en Chloroform. Daarnaast is hij sinds 1998 tekstschrijver voor programma's als Spijkers met koppen en Dit was het nieuws.
- Gemeinsame Normdatei: 1014012341
- International Standard Name Identifier: 0000 0003 5601 4199
- Virtual International Authority File: 176746790